# Zjena usjla
Zjena usjla (russisk: Жена ушла) er en sovjetisk spillefilm fra 1979 af Dinara Asanova.

## Medvirkende
- Valerij Prijomykhov
- Jelena Solovej
- Mitja Saveljev
- Jekaterina Vasiljeva som Sonja
- Aleksandr Demjanenko som Stepan